# تلمبه پیروزی شماره ۲
تلمبه پیروزی شماره ۲ یک منطقهٔ مسکونی در ایران است که در دهستان ریگان واقع شده‌است.